# Jürg Stäubli
Pour les articles homonymes, voir Stäubli.
Jürg Stäubli, né le 13 novembre 1957 à Regensdorf, est un homme d’affaires et investisseur suisse. Après avoir fait une carrière dans la finance et l'immobilier, ce dernier figure parmi les 300 plus riches de Suisse selon le magazine suisse Bilan en 2013[source insuffisante].

## Biographie

### Jeunesse et éducation
Jürg Stäubli est le fils unique d’une famille d’épiciers. Après un parcours scolaire classique dans le primaire puis le secondaire à Zollikofen, il obtient son diplôme en commerce et administration. Il étudie ensuite trois ans à Berne où il obtient le diplôme d’études supérieures d’économie BKS. Il écrit une thèse sur le sujet « Politique en gestion du personnel ». Il est également titulaire d’un diplôme en marketing (Zurich) et du diplôme d’expert en immobilier.

### Carrière professionnelle
Jürg Stäubli travaille à la Stifag où il ouvre une succursale à Genève dont il prend la direction en 1981. En 1983, Jürg Staübli devient membre du conseil d'administration de la maison mère à Berne.
En 1984, il crée sa propre société JS Holding, entreprise spécialisé dans les opérations immobilières. Ce dernier rachète la Fonderie de Fribourg S.A. en 1988. Dans les années 1990, grâce à l'appui financier de sa seconde femme Karin Käppeli, Jürg Stäubli acquiert une très grande quantité d'immeubles locatifs auprès de différentes banques et caisses de pension.
En 1997, Jürg Stäubli vend les activités de sa société et rejoint le conseil d'administration CF&C Finance Suisse SA. Dans les années 2000 et pendant quatre ans, Jürg Stäubli enseigne les fusions-acquisitions et les introductions en bourse dans une université d'État à Moscou[Laquelle ?].
En 2011, Philippe Deladoey et Jurg Staubli s'associent pour racheter le domaine d'Henri Lagnaz et par la même fondent Deladoey & Associés. Ces derniers deviennent propriétaire de 35 000 m2 de vignes, réparties entre Aigle, Ollon et Yvorne. À cette époque-là, la récolte leur permet de commercialiser 40 000 bouteilles principalement destinées à la clientèle alémanique. En 2015, Jurg Staubli fait également l'acquisition du domaine du Chêne, 12 hectares de vignobles situés dans le chablais vaudois.
Le 10 septembre 2014, Jürg Stäubli inaugure la première banque suisse de l'histoire du Kirghizstan à la suite d'un appel d'offres pour la privatisation d'une banque étatique. La Kyrgyzdyikanbank est ainsi devenue la Kyrgyz-Swiss Bank. Cette dernière a déjà terminé sa première année sur un profit de cent mille dollars,,.

## Engagement social
Jürg Stäubli est membre du comité pour le centre européen de la culture, membre du comité de la fondation suisse pour les dons d’organes « Les As du Cœur », membre du conseil d’administration de la Croix-Rouge, section du Québec et gouverneur de la chambre de commerce Québec-Métropolitain. Ce dernier apporte son soutien financier à de multiples œuvres de bienfaisance : Construction et exploitation d’une école à Lomé au Togo, reconstruction hospitalière en Guinée, cofinancement d'un orphelinat à Bichkek depuis 2010, entretien d'un centre de réadaptation pour les enfants des rues, donation pour la construction d’un hôpital Mère-Enfant à Conakry, cofondateur de la Fondation Petram, qui soutient un grand nombre de projets pour les plus-démunis, l’éducation et la santé.

## Nominations
En janvier 2012, Jürg Stäubli est nommé ambassadeur chargé des relations économiques entre le Liberia et l’Union européenne. En 2013, il est élu vice-président du comité exécutif du cercle diplomatique de Genève,.
Il est adoubé comme Chevalier et par la suite élevé au rang de Commandeur de l’Ordre de Saint-Gabriel. Un an plus tard, il est nommé connétable de l’Ordre.

## Affaire BCGE
En décembre 1996, une enquête pénale d’office est ouverte par le Ministère public du Canton de Vaud. Après des investigations d’une durée de 8 ans, un acte d’accusation comprenant 157 chefs d’accusations avec un préjudice estimé à 250 millions de Francs suisses, Jürg Stäubli est conduit devant le tribunal en 2003. Il est finalement condamné à 23 mois de prison ferme après le maintien de seulement 5 chefs d'accusation sur 157, « essentiellement pour gestion déloyale et faux dans les titres alors qu'il tentait de surévaluer les actifs du groupe JS Holding »,. Du montant du préjudice précédemment cité, il ne sera finalement retenu qu'un montant de CHF 390'876.-.